# 特魯羅和法爾茅斯 (英國國會選區)
特魯羅和法爾茅斯（英語：Truro and Falmouth），英國國會一郡選區，包括英格蘭西南部康沃爾郡西部，包括昔日卡里克區大部分地區。
本區創設於2010年。在2010年大選中，保守黨的莎拉·紐頓以41.7%選票、435票之差勝出。